# Lijst van beelden in Purmerend
Dit is een (onvolledige) chronologische lijst van beelden in Purmerend. Onder een beeld wordt hier verstaan elk driedimensionaal kunstwerk in de openbare ruimte van de Nederlandse gemeente Purmerend, waarbij beeld wordt gebruikt als verzamelbegrip voor sculpturen, standbeelden, installaties, gedenktekens en overige beeldhouwwerken.
Voor een volledig overzicht van de beschikbare afbeeldingen zie: Beelden in Purmerend op Wikimedia Commons.
| Geplaatst                  | Omschrijving                     | Kunstenaar                               | Straat                                                                               | Plaats           | Materiaal                        | Afbeelding        |
| -------------------------- | -------------------------------- | ---------------------------------------- | ------------------------------------------------------------------------------------ | ---------------- | -------------------------------- | ----------------- |
| 1660-1665/2012             | De Voorzichtigheid               | Rombout Verhulst                         | Volgerweg                                                                            | Zuidoostbeemster | marmer                           |                   |
| 1660-1665/2012             | Het Lot                          | Rombout Verhulst                         | Volgerweg                                                                            | Zuidoostbeemster | marmer                           |                   |
| 1713                       | Riviergod                        | Ignatius van Logteren                    | Weerwal                                                                              | Purmerend        |                                  |                   |
| 1713                       | Zwaan                            | Onbekend                                 | Weerwal                                                                              | Purmerend        |                                  |                   |
| 1926                       | Dokter J.J. Maatsbank            | Mart Stam                                | Bierkade                                                                             | Purmerend        | Beton                            |                   |
| 1945                       | monument aan de Kaasmarkt        |                                          | Kaasmarkt                                                                            | Purmerend        | Natuursteen                      |                   |
| 1963/1964                  | Lezende kinderen                 | Hetta Statius Muller                     | Hoornselaan                                                                          | Purmerend        | Beton                            |                   |
| 1966                       | Zeeleeuw                         | Hetta Statius Muller                     | Primulastraat                                                                        | Purmerend        | Beton                            |                   |
| 1966                       | Dinosaurus                       | Hetta Statius Muller                     | Sportlaan                                                                            | Purmerend        | Beton                            |                   |
| 1971                       | Danseresje                       | George van der Wagt                      | Nieuwegracht                                                                         | Purmerend        |                                  | Meer afbeeldingen |
| 1976                       | Aarde en Water                   | Nic Jonk                                 | Waagplein                                                                            | Purmerend        |                                  |                   |
| 1978/2012                  | Zonder titel                     | Gerard Lankelma/Koos van der Elsen       | Hoornselaan                                                                          | Purmerend        | Cortenstaal                      |                   |
| 1980                       | Vrijend Paartje of Bankzitters   | Hans Bayens                              | Kaasmarkt                                                                            | Purmerend        | Brons                            |                   |
| 1980                       | Zonder titel                     | Margot Zanstra                           | Waterlandlaan                                                                        | Purmerend        |                                  |                   |
| 1986                       | Zonder titel                     | Bas Maters                               | Spinnekop                                                                            | Purmerend        |                                  |                   |
| 1988                       | Kubistisch Woud                  | Marijke de Goey                          | Waterlandlaan, terrein van het Dijklander Ziekenhuis (voormalig Waterlandziekenhuis) | Purmerend        |                                  |                   |
| 1989                       | Zwerfkei                         | geen                                     | Tramplein                                                                            | Purmerend        | Steen                            |                   |
| 1990 Huidige locatie: 2005 | Poort en Vis                     | Han van Wetering                         | Beatrixplein                                                                         | Purmerend        | Brons                            |                   |
| 1993                       | Water en Zon                     | Nic Jonk                                 | Groeneweg                                                                            | Purmerend        | Brons                            |                   |
| 1993                       | Object Patio                     | Bart Drolenga                            | Zichthof (binnentuin van scholen)                                                    | Purmerend        | Staal en koper                   |                   |
| 1994                       | Ellipsoïde                       | Herman Makkink                           | Purmersteenweg 42                                                                    | Purmerend        | Gebakken klei, staal en water    |                   |
| 1998 gemaakt in 1994       | Anne Frank                       | Jet Schepp                               | Hoek Anne Franklaan en Hannie Schaftstraat                                           | Purmerend        | Brons                            |                   |
| 2000                       | Narcis                           | Denise Holtkamp en Gert Engels           | Wilhelminalaan                                                                       | Purmerend        |                                  |                   |
| 2000                       | Toneelspeler                     | Frank Rosen                              | Waagplein                                                                            | Purmerend        | Glas                             |                   |
| 2008                       | Bloemmotieven                    | Mina Wu                                  | Wagenweg                                                                             | Purmerend        | Baksteen                         |                   |
| 2008                       | in Gods hand                     | Wil van Blokland                         | Overweersepolderdijk 24                                                              | Purmerend        | Steen                            |                   |
| 2009                       | Koeien                           | Hans Kuyper                              | Koemarkt                                                                             | Purmerend        | Brons                            |                   |
| 2009                       | Luisterend Oor                   | Annemiek van Kollenburg/Linda Meulenhoff | Overweersepolderdijk                                                                 | Purmerend        | Staaldraad                       |                   |
| 2009                       | de Spiraal                       | Marianne van den Heuvel                  | Purmerweg                                                                            | Purmerend        | Natuursteen                      |                   |
| 2010                       | Geen tijd voor afscheid          | Co Latumahina                            | Overweersepolderdijk 24                                                              | Purmerend        |                                  |                   |
| 2013                       | Schimmen                         | Godelieve Smulders                       | Overweersepolderdijk 24                                                              | Purmerend        | Wilgentakken, brons              |                   |
| 2015                       | Plaquette Ereveld                |                                          | Purmerweg                                                                            | Purmerend        | Natuursteen                      |                   |
| 2017                       | Plaquette J.J.P. Oud             | Jeroen Spijker                           | Kaasmarkt (Purmerends Museum)                                                        | Purmerend        |                                  |                   |
| 2017                       | Wereldbol                        | Jan Beentjes                             | Laan der Continenten                                                                 | Purmerend        | Cortenstaal                      |                   |
| 2018                       | Plaquette Jan Stuyt              | Jeroen Spijker                           | Kaasmarkt (Purmerends Museum)                                                        | Purmerend        |                                  |                   |
| 2019                       | De waker, de slaper en de dromer | Ruben van de Ven                         | Stekeldijk 1443                                                                      | Purmerend        | Beton, RVS en een beeld in brons |                   |
| Onbekend                   | Onbekend                         | Onbekend                                 | Overweersepolderdijk 24                                                              | Purmerend        |                                  |                   |
| Onbekend                   | Onbekend                         | Onbekend                                 | Kastanjelaan ter hoogte van het Stadskantoor                                         | Purmerend        |                                  |                   |
|                            |                                  |                                          | Rijperweg                                                                            | Middenbeemster   | staal                            |                   |
|                            |                                  |                                          | Rijperweg                                                                            | Middenbeemster   | steen                            |                   |
|                            | onbekend                         | onbekend                                 | Nekkerweg 24                                                                         | Purmerend        |                                  |                   |